# Oedipina stenopodia
Oedipina stenopodia är en groddjursart som beskrevs av Brodie och Campbell 1993. Oedipina stenopodia ingår i släktet Oedipina och familjen lunglösa salamandrar. IUCN kategoriserar arten globalt som starkt hotad. Inga underarter finns listade i Catalogue of Life.